# Oscaruddelingen 2004
Oscaruddelingen 2003 var den 76. oscaruddeling, hvor de bedste film fra 2003 blev hædret af Academy of Motion Picture Arts and Sciences. Uddelingen blev afholdt 29. februar 2004 i Kodak Theatre i Los Angeles, Californien, USA. Værten var Billy Crystal.

## Vindere og nominerede
Vindere står øverst, er skrevet i fed.
| Bedste film - Ringenes Herre - Kongen vender tilbage – Barrie M. Osborne, Peter Jackson og Fran Walsh, producere - Lost in Translation – Ross Katz og Sofia Coppola, producere - Master and Commander: Til verdens ende – Samuel Goldwyn Jr., Peter Weir og Duncan Henderson, producere - Mystic River – Robert Lorenz, Judie G. Hoyt og Clint Eastwood, producere - Seabiscuit – Kathleen Kennedy, Frank Marshall og Gary Ross, producere | Bedste instruktør - Peter Jackson – Ringenes Herre - Kongen vender tilbage - Fernando Meirelles – City of God - Sofia Coppola – Lost in Translation - Peter Weir – Master and Commander: Til verdens ende - Clint Eastwood – Mystic River |
| Bedste mandlige hovedrolle - Sean Penn – Mystic River som Jimmy Markum - Johnny Depp – Pirates of the Caribbean: Den sorte forbandelse som Captain Jack Sparrow - Ben Kingsley – House of Sand and Fog som Massoud Amir Behrani - Jude Law – Tilbage til Cold Mountain som W. P. Inman - Bill Murray – Lost in Translation som Bob Harris                                                                                                  | Bedste kvindelige hovedrolle - Charlize Theron – Monster som Aileen Wuornos - Keisha Castle-Hughes – Whale Rider som Paikea Apirana - Diane Keaton – Når du mindst venter det som Erica Barry - Samantha Morton – In America som Sarah Sullivan - Naomi Watts – 21 Gram som Cristina "Cris" Williams-Peck |
| Bedste mandlige birolle - Tim Robbins – Mystic River som Dave Boyle - Alec Baldwin – The Cooler som Shelley Kaplow - Benicio del Toro – 21 Gram som Jack Jordan - Djimon Hounsou – In America som Mateo Kuamey - Ken Watanabe – Den Sidste Samurai som Lord Moritsugu Katsumoto | Bedste kvindelige birolle - Renée Zellweger – Tilbage til Cold Mountain som Ruby Thewes - Shohreh Aghdashloo – House of Sand and Fog som Nadereh Behrani - Patricia Clarkson – Pieces of April som Joy Burns - Marcia Gay Harden – Mystic River som Celeste Boyle - Holly Hunter – Thirteen som Melanie Freeland |
| Bedste originale manuskript - Lost in Translation – Sofia Coppola - Barbarernes invasion - Denys Arcand - Dirty Pretty Things – Steven Knight - Find Nemo – Andrew Stanton, Bob Peterson og David Reynolds - In America – Jim Sheridan, Naomi Sheridan og Kirsten Sheridan | Bedste filmatisering - Ringenes Herre - Kongen vender tilbage – Fran Walsh, Philippa Boyens og Peter Jackson baseret på bogen af J. R. R. Tolkien - American Splendor – Shari Springer Berman og Robert Pulcini baseret på tegneserien American Splendor af Harvey Pekar og Our Cancer Year af Harvey Pekar og Joyce Brabner - City of God – Bráulio Mantovani baseret på romanen Guds by af Paulo Lins - Mystic River – Brian Helgeland baseret på romanen af Dennis Lehane - Seabiscuit – Gary Ross baseret på bogen af Laura Hillenbrand                    |
| Bedste animationsfilm - Find Nemo – Andrew Stanton - Bjørne Brødre – Aaron Blaise og Robert Walker - Trillingerne fra Belleville – Sylvain Chomet | Bedste fremmedsprogede film - Barbarernes invasion (Canada) – Denys Arcand - Ondskab (Sverige) – Mikael Håfström - Tasogare Seibei (Japan) – Yoji Yamada - De Tweeling (Holland) – Ben Sombogaart - Želary (Tjekkiet) – Ondřej Trojan |
| Bedste dokumentar - The Fog of War – Errol Morris og Michael Williams - Balseros – Carlos Bosch og Josep Maria Domenech - Capturing the Friedmans – Andrew Jarecki og Marc Smerling - My Architect – Nathaniel Kahn og Susan Rose Behr - The Weather Underground – Sam Green og Bill Siegel | Bedste korte dokumentar - Chernobyl Heart – Maryann DeLeo - Asylum – Sandy McLeod og Gini Reticker - Ferry Tales – Katja Esson |
| Bedste kortfilm - Two Soldiers – Aaron Schneider and Andrew J. Sacks - Die Rote Jacke – Florian Baxmeyer - Most – Bobby Garabedian og William Zabka - Squash – Lionel Bailliu - (A)Torzija – Stefan Arsenijević | Bedste korte animationsfilm - Harvie Krumpet – Adam Elliot - Boundin' – Bud Luckey - Destino – Dominique Monfery og Roy Edward Disney - Gone Nutty – Carlos Saldanha og John C. Donkin - Nibbles – Christopher Hinton |
| Bedste musik - Ringenes Herre - Kongen vender tilbage – Howard Shore - Big Fish – Danny Elfman - Tilbage til Cold Mountain – Gabriel Yared - Find Nemo – Thomas Newman - House of Sand and Fog – James Horner | Bedste sang - "Into the West" fra Ringenes Herre - Kongen vender tilbage – Musik og tekst af Fran Walsh, Howard Shore og Annie Lennox - "Belleville Rendez-vous" fra Trillingerne fra Belleville – Musik af Benoît Charest; Tekst af Sylvain Chomet - "A Kiss at the End of the Rainbow" fra A Mighty Wind – Musik og tekst af Michael McKean og Annette O'Toole - "Scarlet Tide" fra Tilbage til Cold Mountain – Musik og tekst af T Bone Burnett og Elvis Costello - "You Will Be My Ain True Love" from Tilbage til Cold Mountain – Musik og tekst af Sting |
| Bedste lydredigering - Master and Commander: Til verdens ende – Richard King - Find Nemo – Gary Rydstrom and Michael Silvers - Pirates of the Caribbean: Den sorte forbandelse – Christopher Boyes og George Watters II | Bedste lyd - Ringenes Herre - Kongen vender tilbage – Christopher Boyes, Michael Semanick, Michael Hedges og Hammond Peek - Den Sidste Samurai – Andy Nelson, Anna Behlmer og Jeff Wexler - Master and Commander: Til verdens ende – Paul Massey, Doug Hemphill og Art Rochester - Pirates of the Caribbean: Den sorte forbandelse – Christopher Boyes, David Parker, David Campbell og Lee Orloff - Seabiscuit – Andy Nelson, Anna Behlmer og Tod A. Maitland                                                                                                 |
| Bedste scenografi - Ringenes Herre - Kongen vender tilbage – Grant Major, Dan Hennah og Alan Lee - Pige med perleørering – Ben Van Os og Cecile Heideman - Den Sidste Samurai – Lilly Kilvert og Gretchen Rau - Master and Commander: Til verdens ende – William Sandell og Robert Gould - Seabiscuit – Jeannine Oppewall og Leslie Pope                                                                                                   | Bedste fotografering - Master and Commander: Til verdens ende – Russell Boyd - City of God – César Charlone - Tilbage til Cold Mountain – John Seale - Pige med perleørering – Eduardo Serra - Seabiscuit – John Schwartzman |
| Bedste makeup - Ringenes Herre - Kongen vender tilbage – Richard Taylor og Peter King - Master and Commander: Til verdens ende – Edouard Henriques III og Yolanda Toussieng - Pirates of the Caribbean: Den sorte forbandelse – Ve Neill og Martin Samuel | Bedste kostumer - Ringenes Herre - Kongen vender tilbage – Ngila Dickson og Richard Taylor - Pige med perleørering – Dien van Straalen - Den Sidste Samurai – Ngila Dickson - Master and Commander: Til verdens ende – Wendy Stites - Seabiscuit – Judianna Makovsky |
| Bedste klipning - Ringenes Herre - Kongen vender tilbage – Jamie Selkirk - City of God – Daniel Rezende - Tilbage til Cold Mountain – Walter Murch - Master and Commander: Til verdens ende – Lee Smith - Seabiscuit – William Goldenberg | Bedste visuelle effekter - Ringenes Herre - Kongen vender tilbage – Jim Rygiel, Joe Letteri, Randall William Cook og Alex Funke - Master and Commander: Til verdens ende – Dan Sudick, Stefen Fangmeier, Nathan McGuinness og Robert Stromberg - Pirates of the Caribbean: Den sorte forbandelse – John Knoll, Hal Hickel, Charles Gibson og Terry Frazee |

### Æres-Oscar
- Blake Edwards